# Клдисубани (Шуахевский муниципалитет)
Клдисубани (груз. კლდისუბანი) — село в Грузии, на территории Шуахевского муниципалитета автономной республики Аджария.

## География
Село находится в юго-западной части Грузии, на левом берегу реки Аджарисцкали, на расстоянии 3 километров (по прямой) к западу от посёлка городского типа Шуахеви, административного центра муниципалитета. Абсолютная высота — 633 метра над уровнем моря.

## Население
По результатам официальной переписи населения 2014 года, в Клдисубани проживало 24 человека (14 мужчин и 10 женщин). В национальной структуре населения грузины составляли 95,8 %, осетины — 4,2 %.
| Год  | Население, человек |
| ---- | ------------------ |
| 2002 | 50                 |
| 2014 | ↘ 24               |